# Albrechtický topol
Albrechtický topol byl památný strom ve vsi Albrechtice, jihovýchodně od Sušice. Topol černý (Populus nigra) rostl spolu s menší lípou u vchodu na hřbitov u kostela svatého Petra a Pavla, v nadmořské výšce 760 m. Obvod jeho kmene měřil 460 cm a koruna stromu dosahovala do výšky 24 m (měření 2000). Topol byl chráněn od roku 1985 do roku 2006 pro svůj vzrůst a jako krajinná dominanta.
V posledních letech své existence byl topol ve velice špatném stavu, jeho kmen byl dutý. Byla proto zrušena jeho ochrana a byl pokácen, lze spekulovat, že by se jinak zřítil při bouři Kyrill. Odřezek z jeho kmenu stál po nějakou dobu opřen o zeď u vchodu před hřbitovem.

## Stromy v okolí
- Lípa v Albrechticích